# 973 Aralia
973 Aralia eller 1922 LRär en asteroid i huvudbältet, som upptäcktes den 18 mars 1922 av den tyske astronomen Karl Wilhelm Reinmuth i Heidelberg. Den har fått sitt namn efter det vetenskapliga namnet på Araliasläktet.
Asteroiden har en diameter på ungefär 51 kilometer och den tillhör asteroidgruppen Ursula.